# Acacia

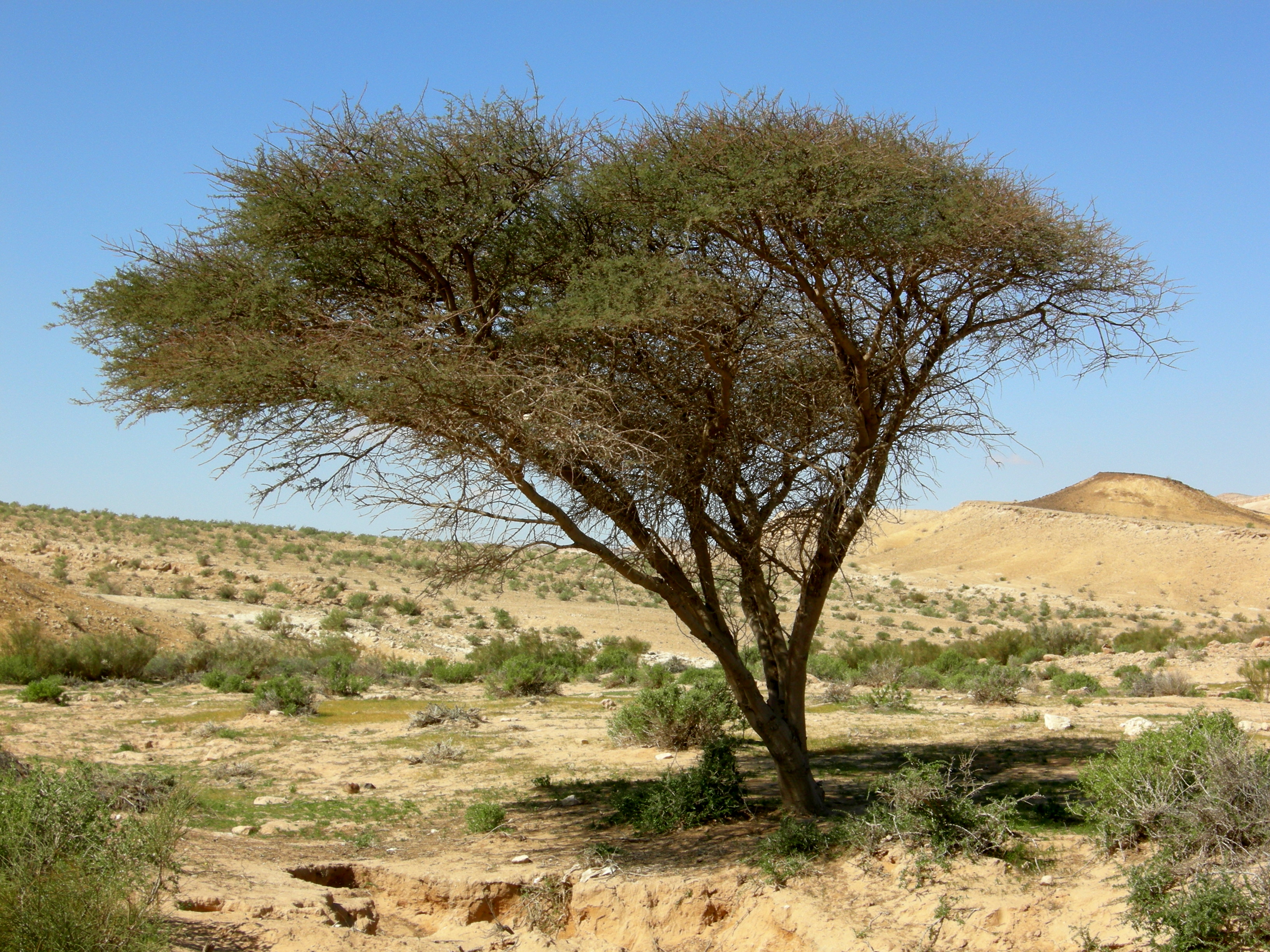
Una acacia en el desierto de Makhtesh Gadol, Negev, Israel.

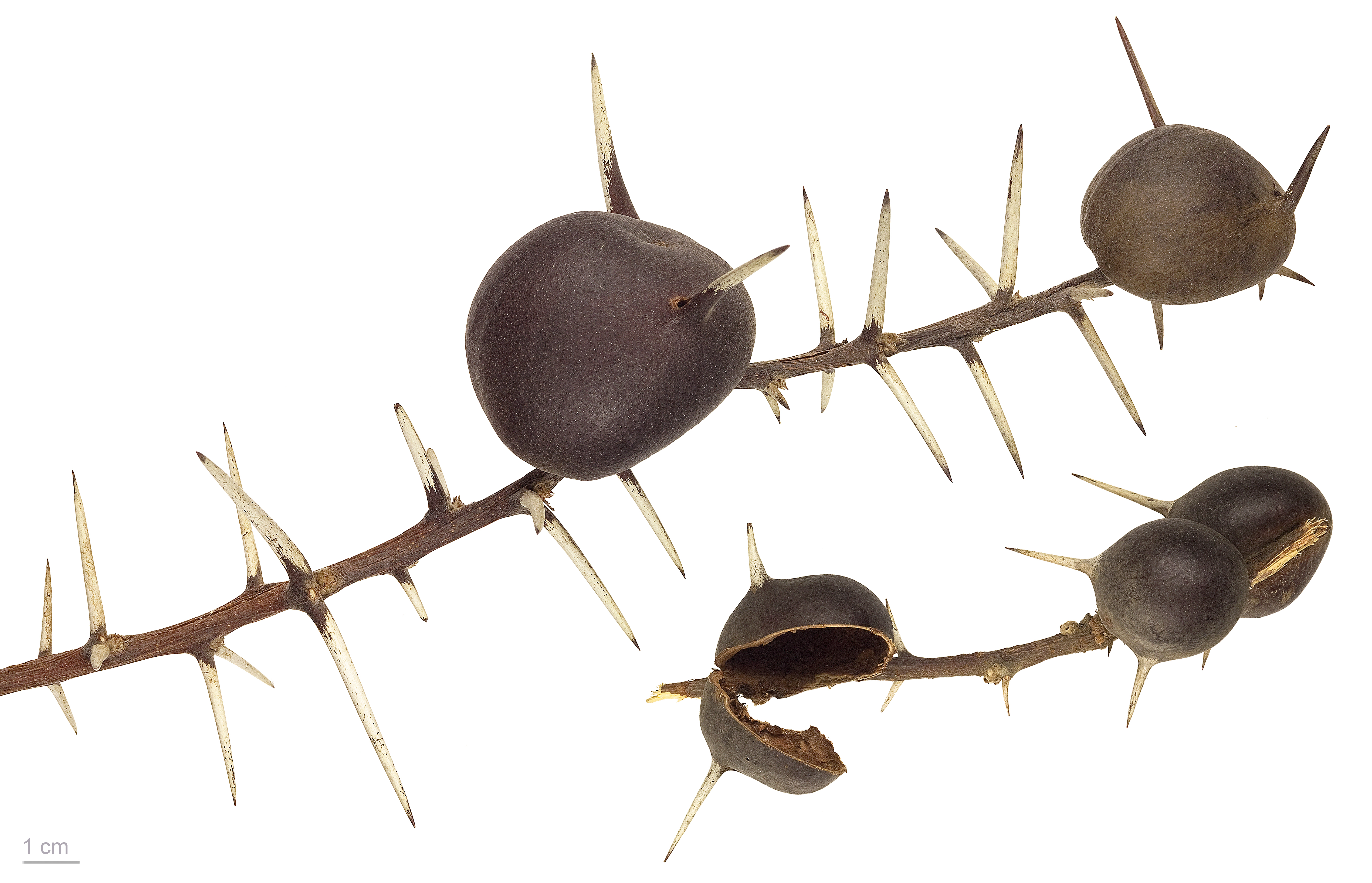
Acacia drepanolobium.

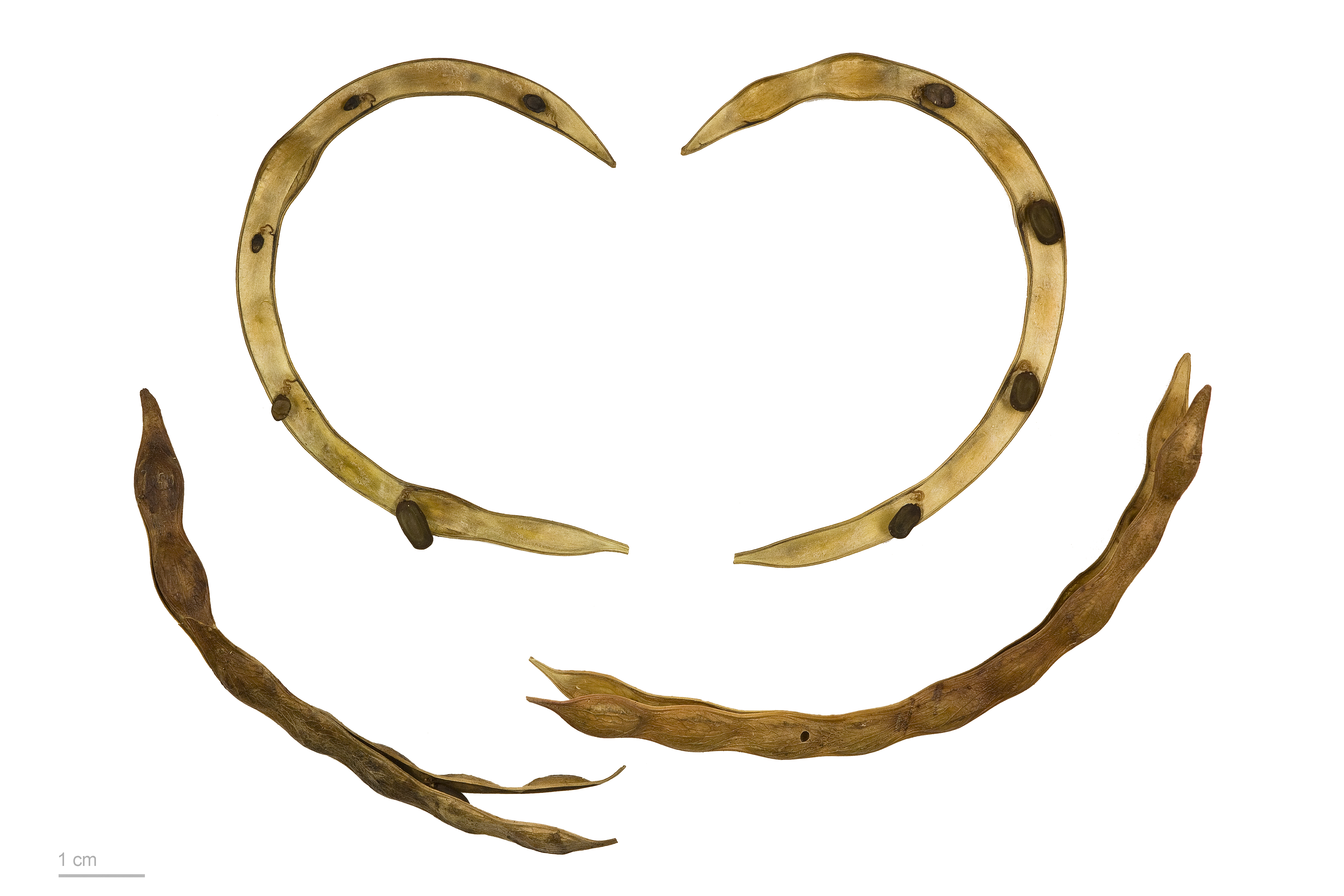
Acacia sp.

Acacia es un género de árboles de la familia Fabaceae. Se conoce con el nombre común de «acacia» muchos árboles leguminosos de este género y también de otros géneros.
Existen unas 1400 especies aceptadas, de las más de 3000 descritas en el mundo. Unas 970 pertenecen al género Acacia stricto sensu, de las cuales 950 proceden de Australia.

## Descripción
Son árboles o arbustos, espinosos o inermes, caducifolios o perennifolios con ramas alternas, inermes o espinosas. Tienen hojas pulvinuladas, estipuladas o no, pecioladas, uni o bi paripinnadas, o reducidas a filodios; las estípulas son libres entre sí, fugaces o muy desarrolladas y transformadas en espinas; el raquis muestra frecuentemente glándulas, más o menos anulares, situadas en la base de las pinnas y los folíolos son de margen entero.
Las inflorescencias se organizan en glomérulos cilíndricos o globosos, con numerosas flores, frecuentemente agrupadas en inflorescencias racemosas complejas (conflorescencias). Las flores son actinomorfas, sin hipanto, hermafroditas o unisexuales, y de color amarillo. Los sépalos, en número de 4-5, están soldados en la base y más o menos obtusos. Los 4-5 pétalos son más largos que los sépalos, agudos, soldados en la base para formar un tubo. El androceo está compuesto por numerosos estambres, libres entre sí y con filamentos estaminales muy largos, cilíndricos, glabros; las anteras son ovoideas, con o sin glándulas. El ovario es sentado o pediculado, glabro o pubescente, con varios rudimentos seminales uniseriados o pluriseriados y con un estilo más o menos cilíndrico de estigma húmedo y embudado.
El fruto, sentado o pediculado, es seco, dehiscente o indehiscente, de aplanado a subcilíndrico, generalmente con varias semillas más o menos discoidales, frecuentemente con funículo persistente, muy desarrollado y algo carnoso (arilo). Mide de 7 a 10 metros de altura.

## Distribución y hábitat
Género muy extendido en las regiones tropicales y subtropicales del mundo. La mayor diversidad de especies se encuentra en África y Australia. En general, las especies de Oceanía se representan como la parte dominante de la vegetación, especialmente en las zonas áridas y semiáridas.

## Historia
Entre los antiguos, la acacia era tenida como planta maravillosa, por sus propiedades curativas y era considerada de suma eficacia para ahuyentar la mala suerte. En Egipto, era muy conocido este árbol y sus naturales lo empleaban para la construcción de embarcaciones, estatuas y muebles. Entre los hebreos, se le cita con el nombre de madera de setim y según los libros santos, en la construcción del tabernáculo la única madera que se empleó fue la Acacia seyal.

## Especies reactivas
Algunas especies de acacias poseen un sistema de defensa que algunos biólogos consideran como único en el reino vegetal. En los conglomerados donde cada individuo se encuentra en contacto cercano con otro, si este es abordado por un depredador de su follaje, la planta reacciona químicamente liberando sustancias que son de transferencia aérea y llegan a las otras plantas «dando la alarma»; de inmediato el resto de los ejemplares del conglomerado comienzan a segregar en sus hojas una sustancia tóxica —estas cambian de color oscureciéndose— que es dañina en el contacto e ingestión y hasta mortal para el depredador animal (que puede ser por ejemplo un gran mamífero como una jirafa, aunque se han dado casos en que se produjeron intoxicaciones de mascotas).
Esta reacción es temporal, aun así debe seleccionarse apropiadamente la especie de acacia en el ámbito de la jardinería, a fines de evitar estos efectos sobre animales y personas.

## Taxonomía
El género fue descrito por Philip Miller y publicado en The Gardeners Dictionary, Abridged, Fourth Edition, vol. 1 en 1754. La especie tipo es Acacia scorpioides (L.) W. Wight.

### Etimología
- Acacia: nombre genérico derivado del griego ακακία (akakia), que fue otorgado por el botánico Griego Pedanius Dioscorides (90-40 a. C.) para el árbol medicinal A. nilotica en su libro De materia Medica (Acerca de la materia medicinal).[9] El nombre deriva de la palabra griega, ακις (akis ‘espinas’).[10] Las espinas se encuentran en las especies de acacias africanas,[3] ya que las australianas normalmente carecen de ellas.

### Clasificación taxonómica
Varios y recientes análisis cladísticos han demostrado que el género Acacia no es monofilético. Mientras que el subgénero Acacia (ahora Vachellia) y el subgénero Phyllodineae son monofiléticos, el subgénero Aculeiferum no lo es. Este subgénero está formado por tres clados. Por lo tanto, el género Acacia no se mantiene como una sola entidad, sino que el género se divide en otros cinco géneros diferentes: Acacia s.s.p., Vachellia, Senegalia, Acaciella y Mariosousa. La especie de nuevo tipo de Acacia se ha convertido en Acacia penninervis.
El género fue previamente tipificado como la especie africana Acacia scorpioides (L.) W.F. Wright, un sinónimo de Acacia nilotica (L.) Delile. Bajo la tipificación original, el nombre Acacia permanecería con el grupo de especies actualmente reconocidas con el genus Vachellia. Orchard y Maslin propusieron una retipificación del género Acacia con la especie Acacia penninervis Sieber ex DC., una especie australiana que es un miembro del clado más amplio dentro de Acacia, un grupo principalmente australiano anteriormente reconocido como Acacia subgénero Phyllodinae, sobre la base de que esto da como resultado los menores cambios en la nomenclatura. Aunque esta propuesta obtuvo un fuerte rechazo en algunos autores, fue aceptada el 16 de julio de 2005 por el XVII Congreso Internacional de Botánica en Viena, Austria. y confirmado en el de Melbourne en el 2011. En consecuencia, el nombre Acacia se conserva para 948 especies australianas, 7 en las islas del Pacífico, 1 o 2 en Madagascar y 10 en Asia tropical. Las que están fuera de Australia se dividen entre los géneros Acaciella, Mariosousa, Senegalia, y Vachellia. No obstante, muchas referencias a estos árboles en guías y libros de botánica aún retienen los nombres tradicionales de Acacia aunque no sean australianas, y se las considera denominaciones «previas a la ruptura». Dicho grupo extra-australiano es originario de Sudamérica, las Antillas y África.

## Especies aceptadas
Las especies más cultivadas son:
- Acacia armata, utilizada para setos, foliolos de color verdeoscuro, con espinas, flores solitarias amarillas. No más de cuatro metros.
- Acacia baileyana, crecimiento rápido, aunque de vida corta. Ramas colgantes, inflorescencias en racimos. No más de seis metros.
- Acacia dealbata, ampliamente cultivada como una planta ornamental en las regiones templadas del mundo, crece hasta los treinta metros de alto.
- Acacia longifolia, crecimiento rápido, hasta siete metros, muy tolerante a la cal. Filodios coriáceos.
- Acacia mucronata, muy resistente, filodios muy estrechos.
- Acacia verticillata, arbusto denso, hasta seis metros, con filodios punzantes, en verticilos.

## Falsas acacias, y/o especies similares
Dentro de las especie similares denominada "acacias", destacan las llamadas «falsas acacias», compuestas por Gleditsia triacanthos, Robinia pseudoacacia y Sophora japonica; las cuáles son plantadas en numerosas ciudades del mundo para adornar calles y parques.
Aunque menos similares, igualmente suelen ser confundida con los algarrobos (Ceratonia y Prosopis), producto de sus vainas y en menor medida por su follaje.